# Ковачев, Никола (режиссёр)
Нико́ла Ко́стов Кова́чев (болг. Никола Костов Ковачев; 3 ноября 1926, Видин, Болгария — 8 октября 2005, София, Болгария) — болгарский кинорежиссёр, сценарист и актёр.

## Биография
В 1950 году окончил юридический факультет Софийского университета. В 1955 году окончил актёрский факультет ВИТИС (София) и начал работать в театре. С 1964 года в документальном кино. Фильм «Носитель» получил много премий на международных кинофестивалях.

## Избранная фильмография

### Режиссёр
- 1968 — Искусство и люди / Изкуство и хора
- 1970 — Поэт и природа / Поет и природа
- 1971 — Любовь /
- 1972 — За высоким напряжением /
- 1973 — / Това, което обичаме
- 1974 — Амбиция /
- 1975 — / Стъргалото
- 1976 — Временный /
- 1977 — Лодки /
- 1978 — Зимняя пора / Зимно време
- 1979 — Эстрада /
- 1980 — Барабан — большая музыка /
- 1981 — Хорошее место /
- 1982 — Носитель /
- 1991 — / Е, и? (игровой)
- 1994 — / В мир и бран — ан аван
- 1995 — Казан / Казан (игровой)
- 2003 — Обыкновенный социализм / Обикновен социализъм

### Сценарист
- 1968 — Искусство и люди / Изкуство и хора
- 1975 — / Стъргалото
- 1978 — Зимняя пора / Зимно време
- 1991 — / Е, и?
- 1994 — / В мир и бран — ан аван
- 1995 — Казан / Казан

### Актёр
- 1964 — Конец каникул / Краят на една ваканция — Кольо